# 石曰琮
石曰琮，字宗玉，号璞公，山东长山县人，清朝政治人物。

## 生平
康熙三十年（1691年）辛未科進士。康熙三十七年（1698年）任河南新郑县知县，兴修水利、振兴文教，多有善政。升宁羌州知州。康熙四十七年接替周元勲任福州府知府一职，康熙四十九年由王鹏接任。

## 文學
《聊齋誌異·卷六》載石曰琮任新鄭知縣期間的奇事。